# 刘琦 (1956年)
刘琦（1956年2月—），男，汉族，山西左权人，中国共产党党员，中华人民共和国政治人物。1974年9月参加工作。在职研究生学历，经济学硕士。毕业于北京师范大学一分校政治教育系哲学专业，拥有哈尔滨工业大学管理学硕士学位。曾任海南省委常委，省政府副省长，省委组织部部长，中共十七大代表，第十届全国人大代表。

## 经历
- 1974.09—1979.02 北京齿轮厂[4]工人；1979.02—1983.02 北京师范大学一分校政治教育系哲学专业学习；1983.02—1986.06 北京师范大学一分校宣传部干部、学生科科长；

- 1986.06—1990.09 中国石化总公司办公厅正科级干部、调研室副主任、副处级秘书；
- 1990.09—1993.03 国家体改委办公厅正处级秘书；

1993年3月到国家计委工作，历任办公厅正处级秘书，办公厅助理巡视员、党组秘书，固定资产投资司副司长。
- 1993.03—1994.07 国家计委办公厅正处级秘书；1994.07—1994.12 国家计委办公厅助理巡视员；1994.12—1997.08 国家计委办公厅助理巡视员、党组秘书（1994.09—1996.06在哈尔滨工业大学技术经济管理专业在职研究生课程班学习）；1997.08—1998.05 国家计委固定资产投资司副司长；

1998年5月任海南省发展计划厅副厅长、党组副书记。1999年3月任海南省发展计划厅厅长、党组书记。2003年1月任海南省副省长。2007年3月任海南省委常委、组织部长。
- 1998.05—1999.01 海南省发展计划厅副厅长、党组副书记；1999.01—1999.03 海南省发展计划厅代厅长、党组书记；1999.03—2003.01 海南省发展计划厅厅长、党组书记；
- 2003.01—2007.03 海南省副省长；
- 2007.03—2007.04 海南省副省长，省委组织部部长；
- 2007.04—2009.01 海南省委常委，省政府副省长，省委组织部部长；

2009年1月任国家能源局副局长（副部长级）、党组成员；2013年4月任重新组建后国家能源局副局长（副部长级）、党组成员。
2013年6月兼任国务院扶贫开发领导小组成员，2015年6月兼任国家制造强国建设领导小组成员。2016年6月，免去国家能源局副局长职务。